# Gelendžik
Gelendžik (rusky Геленджик) je město v Krasnodarském kraji v Ruské federaci. V roce 2022 zde žilo 75 136 obyvatel. Jedná se o významné turisticko-lázeňské město.

## Poloha
Gelendžik leží v Předkavkazsku na pobřeží Černého moře jednatřicet kilometrů jihovýchodně od Novorossijska. Další blízká velká sídla jsou Abinsk (35 kilometrů severně), Krymsk (43 kilometrů severně), Anapa (71 kilometrů severozápadně) a Tuapse (93 kilometrů jihovýchodně).
Asi 30 km jihovýchodně od města se na mysu Idokopas nachází luxusní sídlo zvané Putinův palác. Podle Fondu boje s korupcí, který založil ruský opoziční politik Alexej Navalnyj, rezidence ve skutečnosti patří ruskému prezidentovi Vladimiru Putinovi.

## Dějiny
Nejstarší zmínky uvádí již několik let před narozením Krista na tomto místě starořeckou osadu Torik, pak zde bylo římské osídlení Pagra.
Později zde bylo do roku 1829, kdy oblast přešla Drinopolským mírem pod vládu ruského impéria, čerkeské sídlo pod vládou osmanské říše. V tomto období už se sídlo jmenovalo podobně, jako dnes. Původ jména se předpokládá v tureckém gelin – nevěsta.
Rusové na místě vybudovali v roce 1831 pevnost a až do konce 19. století se jednalo především o pevnostní sídlo.
V roce 1900 je tu vybudováno první sanatorium a začínají dějiny Gelendžiku jako rekreačního střediska. V roce 1915 se stává městem a začátkem čtyřicátých let už do něj jezdí kolem šedesáti tisíc lázeňských hostů ročně.
Za druhé světové války startovala z Gelendžiku letadla sovětského 46. gardového nočního bombardovacího leteckého pluku, která pomáhala vojákům hájícím Malou zemi.

## Rodáci
- Lev Alexandrovič Tichomirov (1852–1923), ruský revolucionář a filosof

## Sport
V sezóně 2011/2012 ve městě fungoval fotbalový klub FK Olimpija Gelendžik.

## Průmysl
Ke Gelendžiku patří vesnička Archipo-Osipovka, kde je stanice plynovodu Modrý proud.